# Rogalin
Rogalin is een dorp in de Poolse woiwodschap Groot-Polen. De plaats maakt deel uit van de gemeente Mosina en telt 700 inwoners.

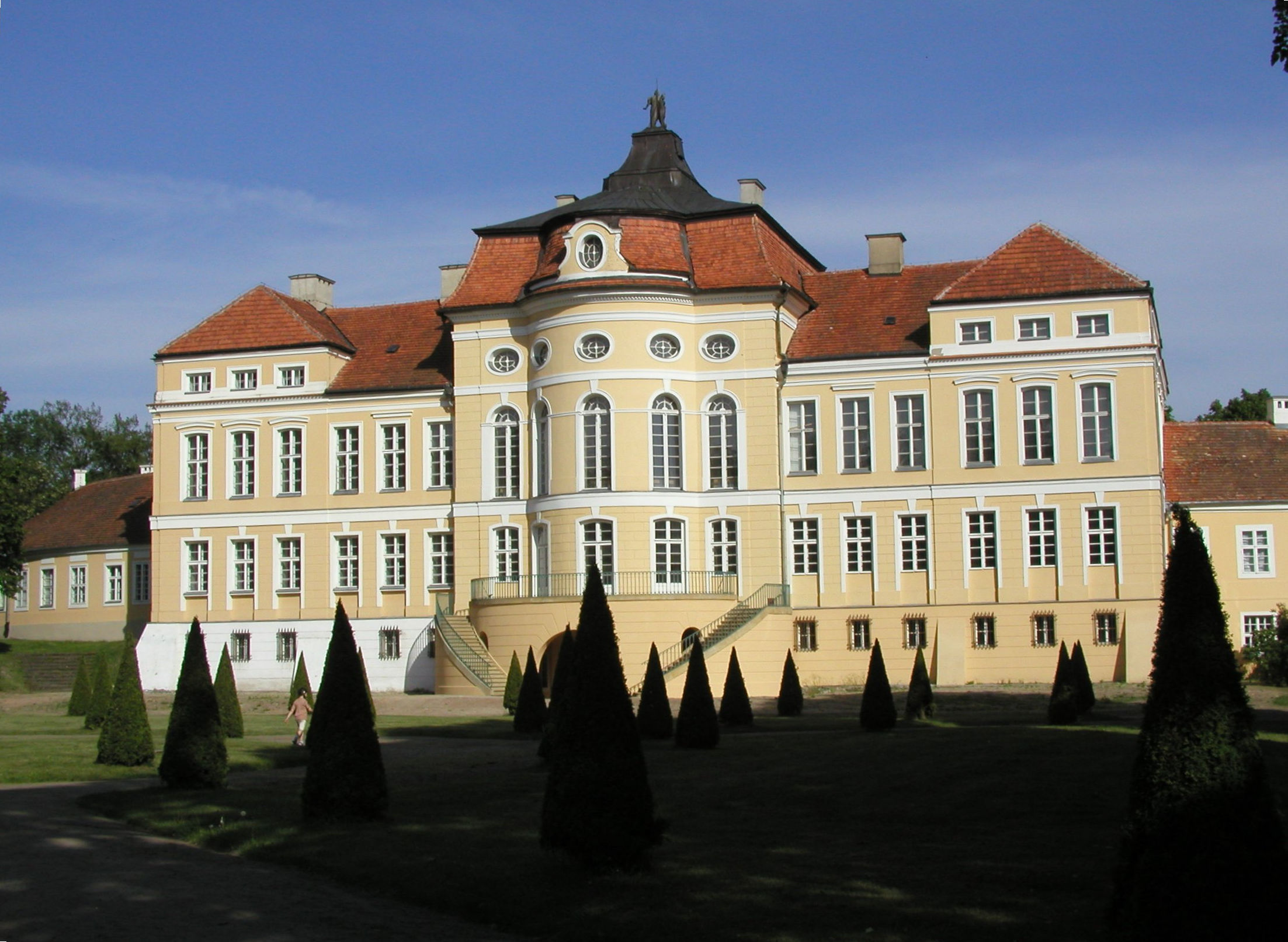
paleis in Rogalin